# 中国東方航空583便乱高下事故
中国東方航空583便乱高下事故は、1993年4月6日に発生した航空事故である。

## 概要
1993年4月6日、中国の上海虹橋国際空港発ロサンゼルス国際空港行中国東方航空583便(MD-11)が、太平洋上、アリューシャン列島付近を巡航中に誤ってスラットが展開され乱高下した。583便はその後シェミヤ空軍基地に緊急着陸した。この事故で2人が死亡、156人が負傷した。その後機体はN951ARとしてスカイ・リース・カーゴへ渡ったが、その後スクラップとなった。
中国東方航空は現在も583便の便名を使用し続けているが、機材はボーイング777に変更されている。